# Teugn
Teugn (bairisch: Deing) ist eine Gemeinde im niederbayerischen Landkreis Kelheim. Die Gemeinde ist Mitglied der Verwaltungsgemeinschaft Saal an der Donau.

## Geografie

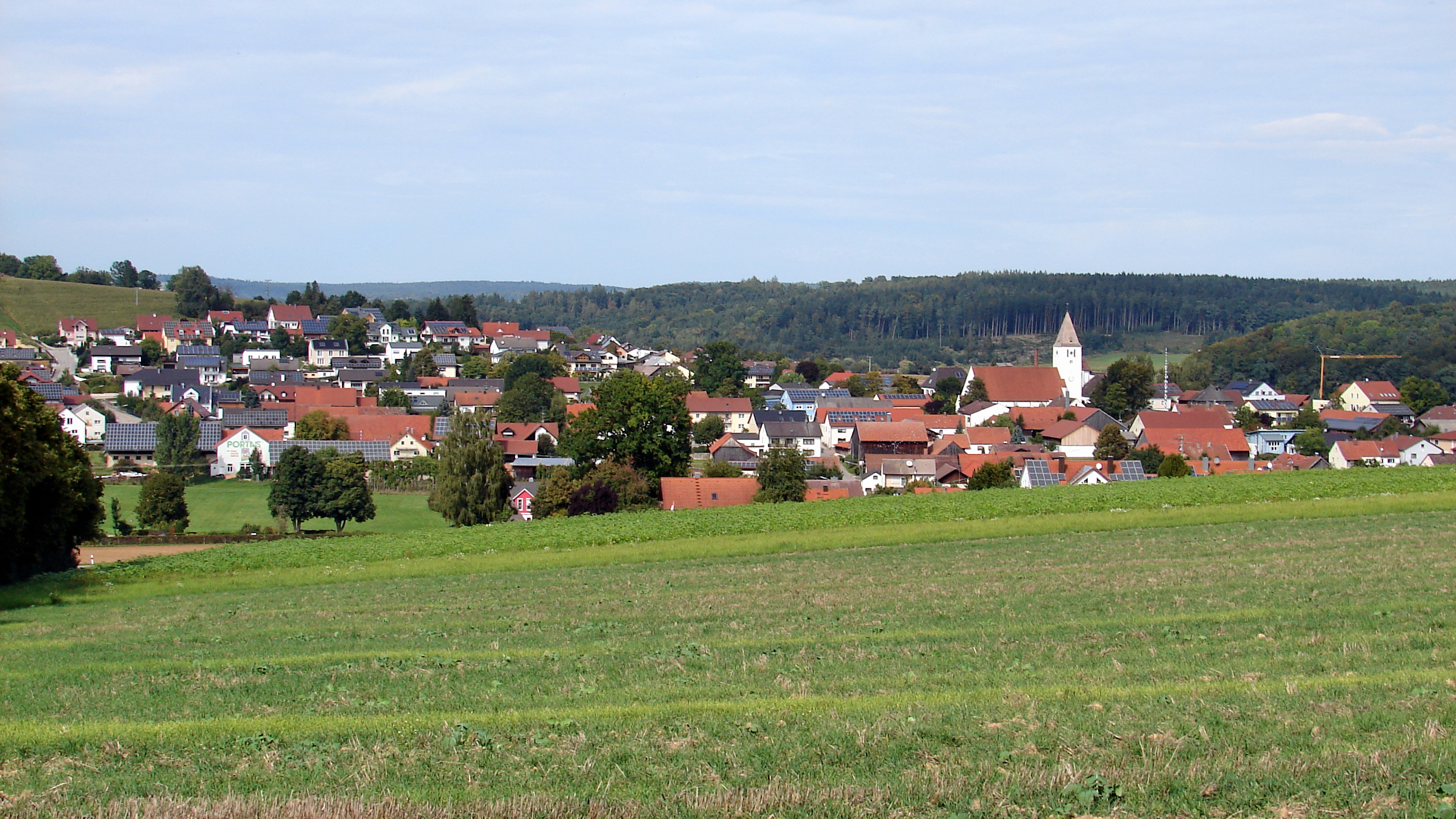
Ortsansicht von Süden

### Lage
Teugn liegt in der Region Regensburg.

### Gemeindegliederung
Die Gemeinde hat sieben Gemeindeteile (in Klammern ist der Siedlungstyp angegeben):
- Gschwendhof (Einöde)
- Hutmühle (Einöde)
- Oberkager (Einöde)
- Roith (Einöde)
- Teugn (Pfarrdorf)
- Thronhofen (Einöde)
- Unterkager (Einöde)

Es existiert nur die Gemarkung Teugn.

## Geschichte

### Bis zur Gemeindegründung
Die erste nachweisliche Besiedlung des Ortes erfolgte durch Kelten. Im 9. Jahrhundert wurde Teugn von Anno für das Bistum Freising erworben. Im Jahr 1002 schenkte König Heinrich II. seinen Grundbesitz in Teugn der Bischofskirche von Brixen, die bis 1803 Grundherrin blieb.
Teugn gehörte politisch lange zum Rentamt Straubing und zum Landgericht Kelheim des Kurfürstentums Bayern. Am 19. April 1809 fand auf den Höhen südlich des Ortes während des 5. Koalitionskriegs Napoleons die Schlacht bei Teugn-Hausen zwischen österreichischen und französischen Truppen statt. 1818 entstand durch das Zweite Gemeindeedikt im Königreich Bayern die heutige Gemeinde.

### 20. Jahrhundert
Obwohl die Gemeinde Teugn nur ca. 1100 Einwohner zählte, konnte sie bei der Gemeindegebietsreform in Bayern im Jahr 1978 die politische Selbständigkeit erhalten.

### Einwohnerentwicklung
Im Zeitraum 1988 bis 2018 stieg die Einwohnerzahl von 1249 auf 1692 um 443 Einwohner bzw. um 35,5 %.
| Jahr | Einwohner |
| ---- | --------- |
| 1961 | 0992      |
| 1970 | 1076      |
| 1987 | 1220      |
| 1991 | 1289      |
| 1995 | 1352      |
| 2000 | 1451      |
| 2005 | 1559      |
| 2010 | 1604      |
| 2015 | 1689      |

## Politik

### Gemeinderat
Die Gemeinderatswahl 2020 ergab folgende Stimmenanteile und Sitzverteilung:
| Partei/Liste | %     | Sitze |
| ------------ | ----- | ----- |
| CSU          | 43,47 | 5     |
| SPD          | 13,53 | 2     |
| Freie Wähler | 27,56 | 3     |
| BP           | 15,44 | 2     |

### Bürgermeister
Erster Bürgermeister ist Manfred Jackermeier (CSU). Dieser löste bei der Kommunalwahl 2014 Anton Schweiger (Freie Wähler) ab. Sowohl Schweiger als auch dessen Vorgänger Köglmeier Hans (CSU) wurden der Titel „Altbürgermeister“ verliehen.

### Steuereinnahmen
Die Gemeindesteuereinnahmen betrugen im Jahr 2010 700.000 €, davon betrugen die Gewerbesteuereinnahmen (netto) 200.000 €.

### Wappen
| Wappen der Gemeinde Teugn | Blasonierung: „In Silber ein roter Adler mit quer über die Brust gelegten goldenen Bischofsstab, darunter schwebend ein rotes Tatzenkreuz.“ |
| Wappen der Gemeinde Teugn | Wappenbegründung: Das 1969 verliehene Wappen weist auf die Geschichte des Ortes hin. Der Adler mit Bischofsstab symbolisiert die Grundherrschaft des Domkapitels Brixen (Südtirol) seit einer Schenkung König Heinrich II. im Jahr 1002. Das Tatzenkreuz als Zeichen der Georgskirche des Klosters Prüfening erinnert an den Grundbesitz des Klosters im Ort. |

## Baudenkmäler

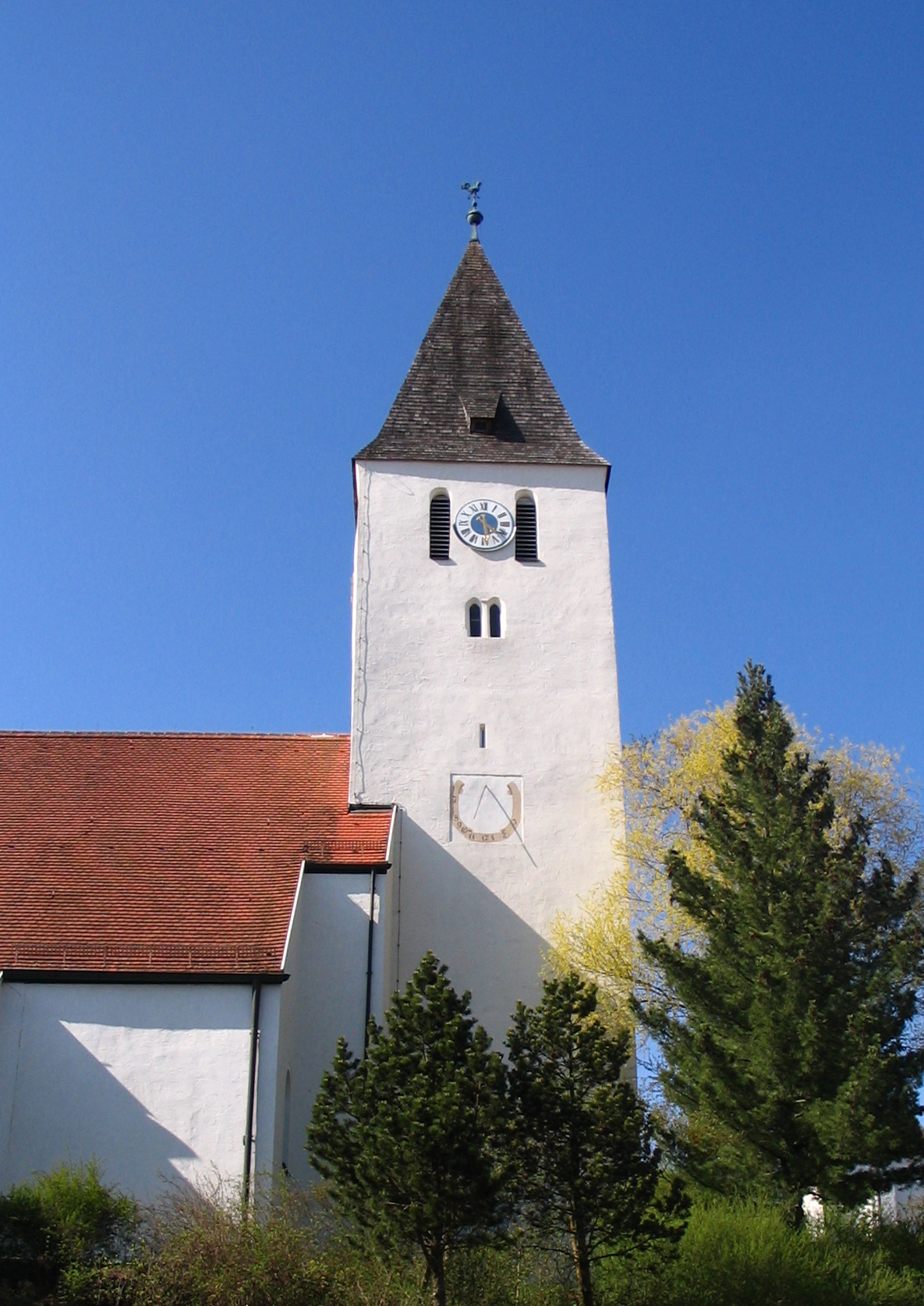
Teugner Pfarrkirche Mariä Himmelfahrt

## Wirtschaft und Infrastruktur

### Wirtschaft einschließlich Land- und Forstwirtschaft
Es gab 2020 nach der amtlichen Statistik im produzierenden Gewerbe 77 und im Bereich Handel und Verkehr keine sozialversicherungspflichtig Beschäftigten am Arbeitsort. In sonstigen Wirtschaftsbereichen waren am Arbeitsort 112 Personen sozialversicherungspflichtig beschäftigt. Sozialversicherungspflichtig Beschäftigte am Wohnort gab es insgesamt 788. Im verarbeitenden Gewerbe gab es keine, im Bauhauptgewerbe zwei Betriebe. Zudem bestanden im Jahr 2016 24 landwirtschaftliche Betriebe mit einer landwirtschaftlich genutzten Fläche von 887 ha, davon waren 798 ha Ackerfläche.
In Teugn gibt es eine Biogasanlage.

### Bildung
Es gibt folgende Einrichtungen (Stand: 2018):
- Kindergarten
- Grundschule

## Persönlichkeiten

### Ehrenbürger der Gemeinde
- Hans Köglmeier (Altbürgermeister)
- Anton Schweiger (Altbürgermeister, 1948–2020)
- Gerhard Merkl (1940–2016) (Staatsminister a. D., stellv. Landrat)

### Söhne und Töchter der Gemeinde
- Bertram Stubenrauch (* 1961), römisch-katholischer Theologe